# 알테마즈 워드
알테마즈 워드(Artemas Ward, 1727년 11월 26일 ~ 1800년 10월 28일)는 미국 독립 전쟁에 참여했던 미합중국 대륙군의 소장이며, 매사추세츠주 의회 의원이었다. 존 애덤스 대통령은 그를 “군과 국가로부터 보편적으로 높이 평가받고, 사랑받는, 그리고 신뢰받는” 인물이라고 평했다. 그는 유능한 정치 지도자로도 간주되고 있다.

## 어린 시절
워드는 1727년 매사추세츠 슈루즈버리에서 네이험(1684–1754)과 마사 워드(Martha (Howe) Ward) 사이에 7남매 중 여섯 번째로 태어났다. 네이험은 선장, 상인, 토지 개발업자, 농부, 변호사, 법학자로서 넓은 경력을 가지고 성공했다. 알테마즈 워드의 어린 시절은 공립학교에 다녔고, 또 형제자매와 함께 같은 교사의 수업을 받았다. 워드는 하버드 대학을 1748년에 졸업하고 짧은 기간 그곳에서 교편을 잡았다.
1750년 7월 31일 워드는 셀레브 트로우브리지 목사와 매사추세츠 그로턴 가문의 해나 트로우브리지의 딸, 새라 트로우브리지(1724년 12월 3일 - 1788년 12월 13일)와 결혼했다. 젊은 부부는 스루즈베리에 돌아가 잡화상을 열었다. 이후 15년 동안 8명의 자녀를 가졌다.
다음 해 1751년 우스터 카운티 판사 보좌관으로 임명되었다. 이것이 장교로서의 경력의 시작이 되었다. 1752년에는 치안 판사로 선출되어 식민지 의회에서 첫 임기를 맞았다.

## 프렌치 인디언 전쟁
1755년 민병대가 재편되고 워드는 우스터 카운티 출신으로 구성된 제3연대 소령이 되었다. 제3연대는 매사추세츠 서부 변방에서 수비병으로 근무했다. 그리고 2년 동안 군무와 의원직을 교대로 소화했다. 1757년 미들식스 카운티와 우스터 카운티를 합친 제3연대의 대령이 되었다. 1758년 제3연대는 제임스 애버크롬비 장군의 지휘로 타이컨더로가 요새로 향했다. 이 공략에서 영국군은 대패를 했지만, 워드는 돌자갈의 공격으로 부상을 당했지만, 밖에 놓여졌기 때문에 살아났다.

## 혁명 전야
1762년, 워드는 스루즈베리에 카운티 법원 판사로 다시 지명되었다. 의회는 새뮤얼 애덤스와 존 핸콕과 같이 세무위원회에 소속되어 있었다. 정부 입법에 대한 발언권은 제임스 오티스에 이어 두 번째였다. 이 토론회에서 워드가 눈에 띈 것이 주지사 프랜시스 버나드가 주시하게 되었고, 1767년 구청의 군무를 취소하게 됐다. 이듬 해 1768년 선거에서 버나드는 워체스터 카운티의 선거 결과를 무효화시켰고, 워드를 의회에서 금지시켰지만, 이것으로 워드를 침묵시키지 못했다.
혁명의 기운이 고조되는 가운데, 1774년 10월 3일 제3연대 군인이 대량으로 영국군 복무를 퇴역했다. 이후 그 달에, 주지사가 의회를 해산했다. 매사추세츠의 여러 도시는 식민지 전체에 걸쳐 ‘안전위원회’를 조직하여 대응했다. 위원회의 첫 번째 행동은 워드 식민지 민병대의 장군이자, 총사령관으로 지명한 것이었다.

## 감시군
1775년 4월 19일의 렉싱턴 콩코드 전투에 이어, 반란군이 영국군을 보스턴으로 몰아, 보스턴 공성전이 시작되었다. 당초 워드는 병상에서 군대를 지휘하고 있었지만, 이후에는 케임브리지 전략 본부로 이동했다. 곧, 뉴햄프셔와 코네티컷의 임시 정부가 워드를 지휘관으로 임명하면서 포위군에 합류했다. 이때 워드의 임무는 군대의 조직과 군수 물자의 조달하는 것이었고, 분주하게 움직였다.
5월 영국군의 증원 부대가 도착했고, 6월에는 영국군이 벙커힐을 공격할 계획임을 알았다. 워드가 그곳을 방어하면서 1775년 6월 17일 벙커힐 전투가 벌어졌다. 이 전투의 지휘는 이즈라엘 퍼트넘 장군과 윌리엄 프레스콧 대령에게 맡겼다. 그 날의 전투로 워드는 사람들의 영웅이 되었지만, 한편으로 워드는 방어를 위한 탄약이 부족한 것에 노심초사했다.

## 대륙군
대륙 회의가 열려 대륙군을 창설하게 되었다. 6월 16일, 대륙 회의의 결의로 워드는 소장에 임명되었고, 조지 워싱턴에 이어 지휘관이 되었다. 다음 9개월 동안 워드는 모집된 민병대를 대륙군에 통합하는 일로 바쁘게 보냈다.
1776년 3월 17일, 영국군이 보스턴에서 철수하자, 워싱턴은 대륙군의 주력을 이끌고 뉴욕 방위로 향했다. 워드는 1776년 4월 4일에 동부 방면군의 지휘관이 되었다. 워드는 그 지위에 1777년 3월 20일까지 일을 하다가 건강이 악화했기 때문에 군대를 퇴역했다.

## 정치
워드가 종군을 하는 동안 1776년과 1777년에 주 판사를 역임했다. 1777년에서 1779년 사이, 매사추세츠의 집행위원회 위원장이었지만, 이것은 실질적인 지사직이었다. 1779년부터 1785년까지 의회 대의원으로 매년 선출되었다. 1780년과 1781년 대륙 회의에서는 주 대표로 참석했다. 1785년에는 매사추세츠주 하원 의장이 되었다. 1791년과 1795년 두 차례 미국 하원 의원으로 선출되었다.
알테마즈 워드는 1800년 10월 28일 스루즈베리의 집에서 죽었다. 유해는 아내 새라와 함께 마운틴 뷰 묘지에 매장되었다. 그의 증손자 알테마즈 워드는 1911년 출판된 《식료품 백과사전》(The Grocer's Encyclopedia)의 저자이다.

## 유산

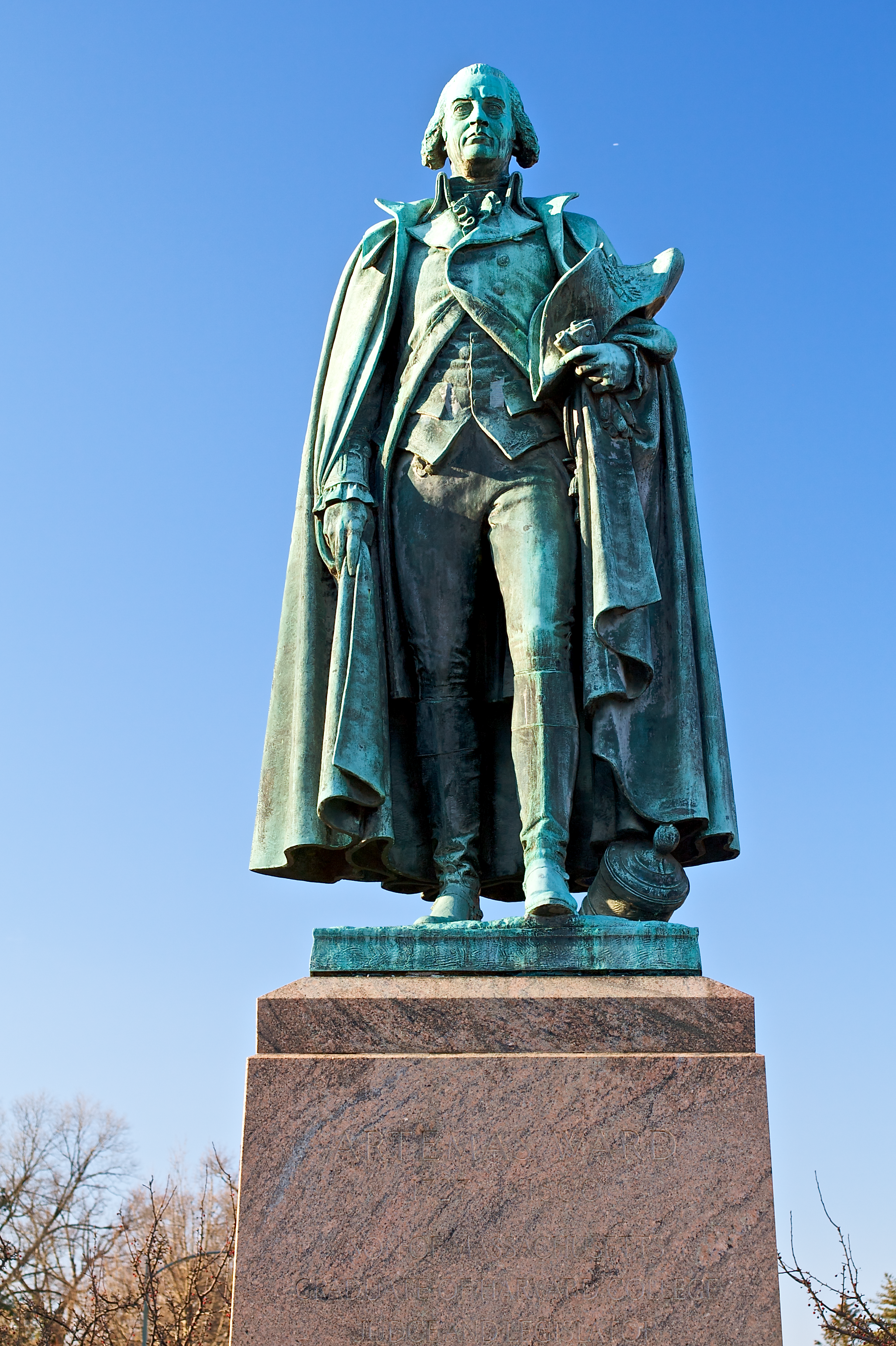
워싱턴 D.C.에 있는 워드 서클의 알테마즈 워드 장군 동상

### 알테마즈 워드 하우스
알테마즈 워드가 평생 산 집은 그의 아버지 네이험이 알테마즈 워드가 태어났을 무렵에 세운 것이다. 이 집이 지금도 알테마즈 워드 하우스로 남아 있으며, 하버드 대학교 박물관으로 보존하고 있다. 매사추세츠 스루즈베리의 메인 스트리트에 있고, 여름 특정 시간에만 공개되고 있다.

### 워드 서클
워드 서클(원형교차로)은 워싱턴 DC 북서쪽, 네브래스카 대로와 매사추세츠 애비뉴가 교차하는 지점에 있는 회전식 교차로이다. 워드 서클에 접하는 3면의 토지는 아메리칸 대학교의 소유이다. 이 서클에 알테마즈 워드의 동상이 서 있다.
알테마즈 워드의 증손자가 워드를 기리는 동상을 세운고, 집을 관리해준다는 조건으로 하버드 대학교에 백만 달러를 기부했다. 1927년에 하버드가 동상 건립에 제안한 금액은 5만 달러에 불과했으나, 동상에는 충분해도, 장군과 말을 함께 만들기에는 부족했다.
동상은 1938년에 완성되었다. 현재 이 서클로 들어가는 보행자는 없지만, 동상 받침대에는 다음과 같이 새겨 져있다.
| “ | 알테마즈 워드 1727-1800 매사추세츠에서 태어나 하버드를 졸업, 판사, 의원, 대륙 회의 1780-1781 대의원, 군인, 애국자 군의 첫 번째 지휘관 | ” |

### 아메리칸 대학교
아메리칸 대학은 주로 캠퍼스 건물에 알테마즈 워드의 이름을 남겼다.

## 역대 선거 결과
| 선거명      | 직책명                          | 대수 | 정당         | 1차 득표율 | 1차 득표수 | 2차 득표율 | 2차 득표수 | 3차 득표율 | 3차 득표수 | 결과 | 당락                       |
| ----------- | ------------------------------- | ---- | ------------ | ---------- | ---------- | ---------- | ---------- | ---------- | ---------- | ---- | -------------------------- |
| 1788년 선거 | 하원의원 (매사추세츠 제8선거구) | 1대  | 연방주의자당 | 15.06%     | 284표      | 11.15%     | 258표      | 7.20%      | 256표      | 3위  | 낙선                       |
| 1790년 선거 | 하원의원 (매사추세츠 제7선거구) | 2대  | 연방주의자당 | 35.55%     | 798표      | 51.04%     | 1,254표    |            |            | 1위  | 매사추세츠주 하원의원 당선 |
| 1792년 선거 | 하원의원 (매사추세츠 제2선거구) | 3대  | 민주공화당   | 64.41%     | 2,682표    |            |            |            |            | 1위  | 매사추세츠주 하원의원 당선 |

## 참고 자료
- Charles Martyn; The Life of Artemas Ward, The First Commander-in-Chief of the American Revolution.; (1921), reprinted 1970: Kennikat Press, Port Washington, N.Y.; ISBN 0-8046-1276-5
  - Available on www.archive.org
- Andrew H. Ward, Memoir of Major General Artemas Ward in New England Historical and Genealogical Register, Volume 5; July, 1851.
- (영어) 알테마즈 워드 - 미국 의회 인명 사전
- Description of the Ward House